# Platynereis abnormis
Platynereis abnormis är en ringmaskart som först beskrevs av Horst 1924.  Platynereis abnormis ingår i släktet Platynereis och familjen Nereididae. Inga underarter finns listade i Catalogue of Life.